# Badminton-Nationalliga A 2002/03
Die Badminton-Nationalliga A der Saison 2002/2003 als höchste Spielklasse im Badminton in der Schweiz zur Ermittlung des nationalen Mannschaftsmeisters bestand aus einer Vorrunde im Modus Jeder gegen jeden und anschliessenden Play-off-Spielen. Meister wurde Team Basel.

## Vorrunde
| Platz | Team                  | Punkte | Spiele | +/- | Sätze   | +/- | Partien |
| ----- | --------------------- | ------ | ------ | --- | ------- | --- | ------- |
| 1     | BC La Chaux-de-Fonds  | 37     | 72:40  | 32  | 160:93  | 67  | 14      |
| 2     | BV Team Basel         | 36     | 68:44  | 24  | 151:97  | 54  | 14      |
| 3     | BC Genève             | 33     | 63:49  | 14  | 136:114 | 22  | 14      |
| 4     | BC Uzwil              | 29     | 59:53  | 6   | 134:129 | 5   | 14      |
| 5     | Union Tafers-Fribourg | 29     | 58:54  | 4   | 133:119 | 14  | 14      |
| 6     | BC Adligenswil        | 22     | 47:65  | −18 | 110:147 | −37 | 14      |
| 7     | BC Adliswil           | 21     | 42:70  | −28 | 95:159  | −64 | 14      |
| 8     | BC Bulle              | 17     | 39:73  | −34 | 98:159  | −61 | 14      |

## Halbfinale
- BC La Chaux-de-Fonds – BC Uzwil: 4:4, 6:2
- BV Team Basel – BC Genève: 4:4, 5:3

## Finale
- BV Team Basel – BC La Chaux-de-Fonds: 3:5, 6:2